# 흰뺨검둥오리
흰뺨검둥오리(학명: Anas zonorhyncha)는 오리과 오리속에 속하는 조류의 일종이다. 논·소택지에서 흔히 관찰되는 새로서, 전국 어디에서나 관찰할 수 있는 흔한 새이다.

## 생김새
몸길이는 약 61cm로 청둥오리와 비슷하고 등과 허리는 검은 갈색이며 머리·목·몸 아랫면은 옅은 갈색이고, 눈썹선은 짙은 갈색이다. 암수 구별이 어려우나 위꼬리덮깃과 아래꼬리덮깃이 수컷 쪽이 더 어두우며, 수컷의 뺨이 더 선명하게 보인다. 발에는 물갈퀴가 있고, 다리는 주황색이며 부리는 검으나 끝은 노란색이다.

## 서식
논·호수·간척지·하천·하구·해안·연못·물가의 풀밭 등에 살지만 창포 등의 수생 식물들이 풍부한 습지에서 특히 많이 포착된다. 갈대밭에 둥지를 틀고 풀씨·나무 열매 같은 식물성 먹이와 곤충·무척추동물 같은 동물성 먹이를 혼식한다. 물 속에 있는 먹이를 먹을 때는 깊게 잠수하지 않으며, 주로 물 표면에 떠 있는 먹이를 부리로 쓸어담듯이 먹는다.

## 산란기
산란기는 6월 하순 ~ 7월 초순이고 흰색 알을 10-12개 낳으며 품은 지 26일이 지나면 부화한다. 알을 품는 것은 암컷의 몫이며 수컷은 포식자에 대비해 망을 본다. 어린 개체는 생후 200일 정도 되면 생식능력을 얻는다. 새끼들의 천적은 쥐, 고양이, 족제비, 개, 맹금류, 왜가리, 까마귀, 대형 육식 어류, 육식 거북, 물장군 등이다.

## 기타
비행이 가능하며 시속 50km로 날 수 있다. 한국·일본·중국·러시아·사할린 등 동아시아 일대에 분포하며, 동남아시아에서 월동한다. 한국에서는 대체적으로 텃새이지만, 겨울이 되면 북녘에서 번식하던 흰뺨검둥오리들이 집단으로 월동을 하러 남하하기 때문에 관찰 기회가 더 많아진다. 흰뺨검둥오리를 이용한 해충 박멸 농법에도 애용되는 오리로, 벼멸구, 메뚜기 등의 해충을 포식할 수 있다.

## 흰빰검둥오리의 먹이섭취방식
|                                                                  |
| 인천 승기천의 흰뺨검둥오리들 (무리들과 떨어져서 먹이를 잡고있다) |

## 같이 보기
- 흰뺨오리
- 검둥오리
- 가마우지